# Euchaetes castalla
Euchaetes castalla är en fjärilsart som beskrevs av Barnes och Mcdunnough 1910. Euchaetes castalla ingår i släktet Euchaetes och familjen björnspinnare. Inga underarter finns listade i Catalogue of Life.